# Lind, Weitensfeld im Gurktal
Lind je naselje v Občini Weitensfeld im Gurktal v Okraju Šentvid ob Glini na Koroškem v Avstriji.